# بنقن
بنقن، روستایی است از توابع بخش روداب و در شهرستان سبزوار استان خراسان رضوی ایران.
از قدیمی‌ترین روستاهای شهرستان سبزوار است با قدمتی چند هزار ساله وامام زاده.....در کنار روستا قرار دارد
روستای بنقن، از دیرباز محل تجارت و خاننشين بوده و به دليل قنات هاي پر آب در منطقه زبان زد خاص و عام بوده و هست.
نام قدیمی روستای بنقن سوساباد بوده که با توجه به گسترش روستا در نیم قرن اخیر سوساباد در حاشیه روستا قرار گرفته ،به گفته بزرگان روستا سوساباد شامل چهار برج نگهبانی بوده و یک دروازه که ورودی آن هم اکنون به سمت مسجد روستاست.
محل خان نشین سوساباد دقیقا بالای دروازه قرار گرفته و منظره دیدنی را خاطره انگیز می‌کند:
متاسفانه به دلیل غفلت و سهل انگاری در قرن اخیر دیگر اثری از برج های آن و در دروازه نیست.
و در ورودی با توجه به دود حاصل بر روی دیوار های دروازه حاکی از آن است که سوزانده شده است.
روستای بنقن دارای شش قنات است که در حال حاضر آب در آنها جریان دارد اما به دلیل خشکسالی های چند دهه اخیر و گرمایش جهانی کمی از آب قنات ها کاسته شده
نام این قنات ها عبارت اند از؛قنات دشت بنقن،قنات دشت مزار، قنات دشت سوبری،قنات دشت ریدر،قنات دشت انجلو و قنات سر آسیاب
که همگی فعال هستند و روستای بنقن به دلیل این قنات ها همیشه برقرار بوده و شعری در این زمینه هست که عرض میکنم.
بنگوی برقرار برگوی چشمه سار
سیصد وشصت سال پیش از سبزوار
علت برقرار بودن را که مطرح نمودم به خاطر قنات های پرآب و برگو نیز روستای دیگری است که در شمال روستای بنقن که بسیار خوش آب وهوا و کوهستانی است ودر نزدیکی کوه میش واقع شده است.

## جمعیت
این روستا در دهستان خواشد قرار داشته و بر اساس سرشماری سال ۱۳۸۵ جمعیت آن ۳۹۸ نفر (۱۰۸ خانوار)
بوده است.